# Æthelhelm af Wessex
Æthelhelm eller Æþelhelm (ca. 865-ca. 890) var søn af Æthelred af Wessex (Æþelræd).
Både han og hans bror var for ung til at arve tronen i 871, da Æthelred blev dræbt, og tronen overgik derfor til Æthelreds yngre bror kong Alfred den Store). Da Alfred døde, forsøgte Æthelhelms ældre bror, at overtage tronen fra Alfreds søn Edward af Wessex med hjælp fra de danske vikinger, men han blev dræbt ca. 903 i Kent i et slag mellem støtter af Edvard og danske vikinger. Æthelhelm forblev derimod loyal, og menes at have været Ealdorman af Wiltshire.